# Фенан Салчинович
Фенан Салчинович (босн. Fenan Salčinović, нар. 26 червня 1987, Зениця) — боснійський футболіст, півзахисник клубу «Челік» (Зеніца).
Виступав, зокрема, за клуби «Челік» (Зеніца) та «Рієка», а також національну збірну Боснії і Герцеговини.

## Клубна кар'єра
У дорослому футболі дебютував 2004 року виступами за команду «Челік» (Зеніца), в якій провів чотири з половиною сезони, взявши участь у 84 матчах чемпіонату. Більшість часу, проведеного у складі «Челіка», був основним гравцем команди.
На початку 2009 року перейшов у польський «Лех», який відразу віддав гравця в норвезький «Саннефіорд». У ньому зіграв 26 ігор (у всіх виходив у стартовому складі), забив три голи. По завершенню сезону новий тренер «Леха» не прийняв Салчиновича в склад, і боснієць розірвав договір з клубом, не бажаючи повертатися до Норвегії. 
Влітку 2010 року Салчинович повернувся в Боснію, підписавши контракт з клубом «Зріньскі». Своєю грою за цю команду привернув увагу представників тренерського штабу хорватської «Рієки», до складу якого приєднався 2011 року. Відіграв за команду з Рієки наступний сезон своєї ігрової кар'єри.
5 вересня 2012 року Салчинович підписав контракт з «Олімпіком» (Сараєво), однак через фінансові проблеми Фенан покинув клуб в січні і 12 березня 2013 року повернувся в «Саннефіорд».
У лютому 2014 року Салчинович повернувся до рідного «Челіка» (Зеніца). Станом на 3 жовтня 2017 відіграв за команду з Зеніци 51 матч в національному чемпіонаті.

## Виступи за збірну
Єдину гру у складі національної збірної Боснії і Герцеговини.провів 30 січня 2008 року проти Японії.